# Dendrobium kotanicanum
Dendrobium kotanicanum är en orkidéart som beskrevs av Paul Ormerod. Dendrobium kotanicanum ingår i släktet Dendrobium, och familjen orkidéer. Inga underarter finns listade i Catalogue of Life.